# NGC 3720
NGC 3720 é uma galáxia espiral (Sa) localizada na direcção da constelação de Leo. Possui uma declinação de +00° 48' 14" e uma ascensão recta de 11 horas, 32 minutos e 21,6 segundos.
A galáxia NGC 3720 foi descoberta em 15 de Março de 1866 por Heinrich Louis d'Arrest.